# Sinibrama affinis
Sinibrama affinis е вид лъчеперка от семейство Шаранови (Cyprinidae). Видът не е застрашен от изчезване.

## Разпространение
Разпространен е във Виетнам, Китай (Гуандун, Гуанси, Хайнан и Юннан) и Лаос.